# كينتو أونودرا
كينتو أونودرا (باليابانية: 小野寺 建人) (6 يوليو 1991 في شيزوكا في اليابان – )؛ هو لاعب كرة قدم ياباني سابق كان يلعب كلاعب وسط.

## وصلات خارجية
- كينتو أونودرا على موقع رابطة كرة القدم اليابانية للمحترفين (اليابانية)